# Duiquer de Walter
El duiquer de Walter (Philantomba walteri) és una espècie de mamífer de la subfamília dels duiquers. Fins al 2010 l'espècie fou considerat un variant del duiquer de Maxwell (Philantomba walteri), però investigacions genètiques i sobre la morfologia dels cranis i dents demostraren que són dues espècies diferents. Viu a Togo, Benín i Nigèria, on està amenaçat per la caça per la seva carn i les seves banyes. El duiquer té una creu de 40 cm i pesa entre 4 i 6 kg. Fou anomenat en honor del professor Walter Verheyen (1932-2005), que col·leccionà el primer espècimen de l'espècie.